# Cullen badocanum
Cullen badocanum är en ärtväxtart som först beskrevs av Francisco Manuel Blanco, och fick sitt nu gällande namn av Bernard Verdcourt. Cullen badocanum ingår i släktet Cullen, och familjen ärtväxter. IUCN kategoriserar arten globalt som livskraftig. Inga underarter finns listade i Catalogue of Life.